# Idaea nigra
Idaea nigra is een vlinder uit de familie spanners (Geometridae). De wetenschappelijke naam is voor het eerst geldig gepubliceerd in 2007 door Hausmann & Blasius.
De soort komt voor in Europa.